# Вільгельм Копп
Вільгельм Копп (нім. Wilhelm Kopp; 22 березня 1882, Лібшюцберг — 17 вересня 1963, Гамбург) — німецький офіцер, контрадмірал крігсмаріне.

## Біографія
10 квітня 1899 року вступив у кайзерліхмаріне. 4 січня 1913 року направлений в Циндао, куди прибув 18 лютого і був призначений командиром роти морського артилерійського батальйону Цзяочжоу. Одночасно з 1 серпня 1914 року — комендант форту Гуїтчюнгук. Учасник Першої світової війни. 8 листопада 1914 року взятий в полон японськими військами. 4 лютого 1920 року звільнений, 18 квітня повернувся в Німеччину і продовжив службу в рейхсмаріне. 29 вересня 1926 року вийшов у відставку.
1 жовтня 1936 року повернувся на службу як офіцер служби комплектування і був призначений командиром військового району Штаде. З 1 жовтня 1939 року — командир 4-го військового району Гамбурга. 20 квітня 1941 року відновлений на дійсній службі. З 3 травня по 13 червня 1941 року — комендант фортеці Мемель. З 5 липня 1941 року — комендант морських укріплень на Північноросійському фронті, з 3 листопада 1941 року — в Україні, з 9 січня по 8 квітня 1943 року — на Луарі в Сен-Назері. 30 червня 1943 року звільнений у відставку. Наступного дня переданий в розпорядження крігсмаріне, але не отримав призначення. Решту життя прожив в Гамбурзі.

## Звання
- Морський кадет (10 квітня 1899)
- Фенріх-цур-зее (4 квітня 1900)
- Лейтенант-цур-зее (27 вересня 1902)
- Оберлейтенант-цур-зее (21 березня 1905)
- Капітан-лейтенант (16 червня 1909)
- Корветтен-капітан (30 січня 1920)
- Фрегаттен-капітан (1 листопада 1923)
- Капітан-цур-зее (1 квітня 1926)
- Капітан-цур-зее служби комплектування (1 жовтня 1936)
- Контрадмірал (1 лютого 1942)

## Нагороди
- Залізний хрест 2-го і 1-го класу
- Колоніальний знак
- Хрест «За вислугу років» (Пруссія)
- Почесний хрест ветерана війни з мечами
- Медаль «За вислугу років у Вермахті» 4-го, 3-го, 2-го і 1-го класу (25 років)
- Застібка до Залізного хреста 2-го класу
- Хрест Воєнних заслуг 2-го класу з мечами